# Audition Online
Audition Online (coreano: 오디션 온라인), también conocido como X-BEAT en Japón y popularmente llamado AyoDance en Indonesia, es un videojuego de ritmo casual en línea multijugador gratuito producido por T3 Entertainment. Fue lanzado originalmente en Corea del Sur en 2004 y ha sido localizado por varias editoriales de todo el mundo. Audition Online es un juego gratuito, pero genera ingresos vendiendo artículos virtuales como ropa para el avatar del jugador.

## Historia
Audition Online fue desarrollado por T3 Entertainment y fue lanzado al editor coreano 'Royworld' durante julio de 2005. Durante junio de 2006, YeDang Online tomó Audition Online y lo nombró Club Audition. El juego también tuvo su primer lanzamiento fuera de Corea en 2006 en la región del sudeste asiático, la región japonesa bajo el nombre de "Dancing Paradise" y la región vietnamita. En 2007, el principal editor Nexon localizó el juego para la audiencia estadounidense. El juego también se localizó para la audiencia del Reino Unido y Europa, donde los editores 'Alaplaya' y 'G4' acordaron tener un servidor conjunto. En junio de 2008, Audition vio el primer lanzamiento de la actualización de la temporada 2 donde se agregó el nuevo modo de juego "Beat Rush", gráficos actualizados y ajuste de la relación de aspecto a 1024x768.
Nexon en 2009 decidió no renovar su contrato con T3 Entertainment para operar Audition Online, cerrando así el servidor japonés y estadounidense. Para resolver este problema, las subsidiarias de T3 Entertainment Redbana y Hanbitstation publicaron el juego. Los jugadores estadounidenses podrían migrar sus cuentas y personajes de Nexon a Redbana.
El 30 de septiembre de 2015, T3 Entertainment no permitió que YD Online renovara su contrato. Esta decisión se tomó para permitir a HanbitSoft, la subsidiaria de T3, la capacidad de publicar Audition Online. Sin embargo, YD Online mantuvo las bases de datos para Audition en Corea del Sur, lo que provocó un borrado del servidor. Sin embargo, HanbitSoft recompensó a los jugadores con EFECTIVO gratis, artículos de la tienda EFECTIVO más baratos, un atuendo exclusivo indefinido y actualizaciones más frecuentes. El 1 de octubre, HanbitSoft fue oficialmente el editor de Audition Online y Hanbiton fue el editor oficial de Audition en Corea.

## Juego
Un jugador puede crear una sala o unirse a una sala. El "DJ" (el jugador que crea la sala) tiene el poder de elegir la configuración de la sala: canción, "chance" y modo de juego. Los BPM de la canción (latidos por minuto) generalmente determinarán la dificultad y la velocidad de la canción (con ciertas excepciones, por ejemplo, el modo de golpe). Si bien el "DJ" tiene el poder de echar a la gente de la habitación y cerrar la pista de baile, generalmente no se beneficiará al hacerlo. Después de todo, la parte más atractiva del juego es su aspecto social: jugar junto a otros, ya sea por diversión o competencia.
También hay diferentes modos de juego como:
- Beat Rush[7]
- Beat Up
- Block Beat
- Boy's & Girl's
- Couple Mode
- Club Dance I/II/III
- Guitar Mode
- Shooting Stars

## Regiones disponibles
| Región             | Nombre | Lenguaje                               | Países                                     | Editores locales                                                                                               | Fecha de lanzamiento | Estado  |
| ------------------ | --- | -------------------------------------- | ------------------------------------------ | --- | --- | ------- |
| Corea del Sur      | 클럽오디션 (Club Audition) 2006-2015 luego 2019-presente Anterior publicado como 오디션 (Audition) 2015-2019. | Coreano                                | Corea del Sur                              | HanbitON (Otros portales editoriales incluyen Daum y Hangame) (previamente YDOnline/Ncucu)                     | 15 de octubre de 2004 - 30 de septiembre de 2015 bajo YDOnline 1 de octubre de 2015 - presente bajo HanbitOn | Abierto |
| Japón              | X-BEAT | Japonés                                | Japón                                      | Hanbit Ubiquitous Entertainment Inc. (previamente NEXON Japan)                                                 | 6 de septiembre de 2006 - 31 de marzo de 2016 | Cerrado |
| China              | 劲舞团 | Chino simplificado                     | China                                      | 9you.com | 2006 | Abierto |
| El sudeste de Asia | Audition Next Level (previamente AuditionSEA)                                                                 | Tagalo Inglés                          | Filipinas Singapur Malasia                 | Asiasoft Corporation Co., Ltd. (previamente E-Games - Level Up! Games Philippines & Asiasoft Online Pte. Ltd.) | 2006 - 2017 bajo E-Games - Level Up Games 1 de septiembre de 2006 - 31 de agosto de 2018 bajo Asiasoft Online Pte. Ltd. 1 de septiembre de 2018 - presente bajo Playpark, servidor fusionarse con E-Games and Asiasoft. | Abierto |
| Tailandia          | Audition Thailand                                                                                             | Tailandés                              | Tailandia                                  | Asiasoft Corporation Co., Ltd.                                                                                 | 2006 | Abierto |
| Vietnam            | Audition VTC                                                                                                  | vietnamita                             | Vietnam                                    | au.vtcgame.vn                                                                                                  | 2 de julio de 2006 | Abierto |
| Taiwán             | 勁舞團 | Chino tradicional                      | Taiwán                                     | HappyTuk Co., LTD (previamente Insrea Game Center Corporation)                                                 | 2007 - 2015 bajoInsrea Game Center Corporation 2015–presente bajo HappyTuk Co.Ltd | Abierto |
| Hong Kong          | 勁舞團 | Chino tradicional                      | Hong Kong                                  | Gameone (previamente Gameone y 9you)                                                                           | Anteriormente cerrado bajo Gameone y9you 17 de febrero de 2020 - presente bajo Gameone | Abierto |
| Norteamérica       | Redbana | Inglés                                 | Estados Unidos Canadá                      | Redbana US Corp. (previamente NEXON America)                                                                   | 27 de abril de 2007 - 8 de abril de 2009 bajo NEXON America. Relanzado el 9 de abril de 2009 - 30 de agosto de 2023 bajo Redbana.                                                                                       | Cerrado |
| América latina     | Audition Latino                                                                                               | Español                                | Sudamérica México Centroamérica            | Axeso5 | 2008 | Abierto |
| Indonesia          | Audition AyoDance                                                                                             | Indonesio                              | Indonesia                                  | PT Megaxus Infotech                                                                                            | 2006 | Abierto |
| Brasil             | Audition Online Dance Battle                                                                                  | Portugués brasileño                    | Brasil                                     | Hazit Online                                                                                                   | Abril de 2007-julio de 2010. | Cerrado |
| Europa             | Audition Europa                                                                                               | Inglés Alemán Francés Español Italiano | Todos los países europeos                  | Burda:ic GmbH (alaplaya)                                                                                       | 2009-2014, fusión de servidores con G10 en 2009. | Cerrado |
| Reino Unido        | Go Audition                                                                                                   | Inglés                                 | Inglaterra Escocia Gales Irlanda del Norte | G10 | 2008-2010, servidor fusionarse con alaplaya en 2009. | Cerrado |